# Alexis Zapata
Alexis Zapata Álvarez (Medellín, 10 maggio 1995) è un calciatore colombiano, attaccante dell'América de Cali.

## Statistiche

### Presenze e reti nei club
Statistiche aggiornate al 3 aprile 2015.
| Stagione       | Club     | Campionato | Campionato | Campionato | Coppe nazionali | Coppe nazionali | Coppe nazionali | Coppe continentali | Coppe continentali | Coppe continentali | Supercoppe | Supercoppe | Supercoppe | Totale | Totale |
| Stagione       | Club     | Comp       | Pres       | Reti       | Comp            | Pres            | Reti            | Comp               | Pres               | Reti               | Comp       | Pres       | Reti       | Pres   | Reti   |
| -------------- | -------- | ---------- | ---------- | ---------- | --------------- | --------------- | --------------- | ------------------ | ------------------ | ------------------ | ---------- | ---------- | ---------- | ------ | ------ |
| 2013           | Envigado | A          | 15         | 2          | CC              | 6               | 0               | -                  | -                  | -                  | -          | -          | -          | 21     | 2      |
| gen.-giu. 2014 | Sassuolo | A          | 0          | 0          | CI              | -               | -               | -                  | -                  | -                  | -          | -          | -          | 0      | 0      |
| 2014-2015      | Udinese  | A          | 1          | 0          | CI              | 0               | 0               | -                  | -                  | -                  | -          | -          | -          | 1      | 0      |
| Totale         | Totale   | Totale     | 16         | 2          |                 | 6               | 0               |                    | -                  | -                  |            | -          | -          | 22     | 2      |